# Erich Waetzmann

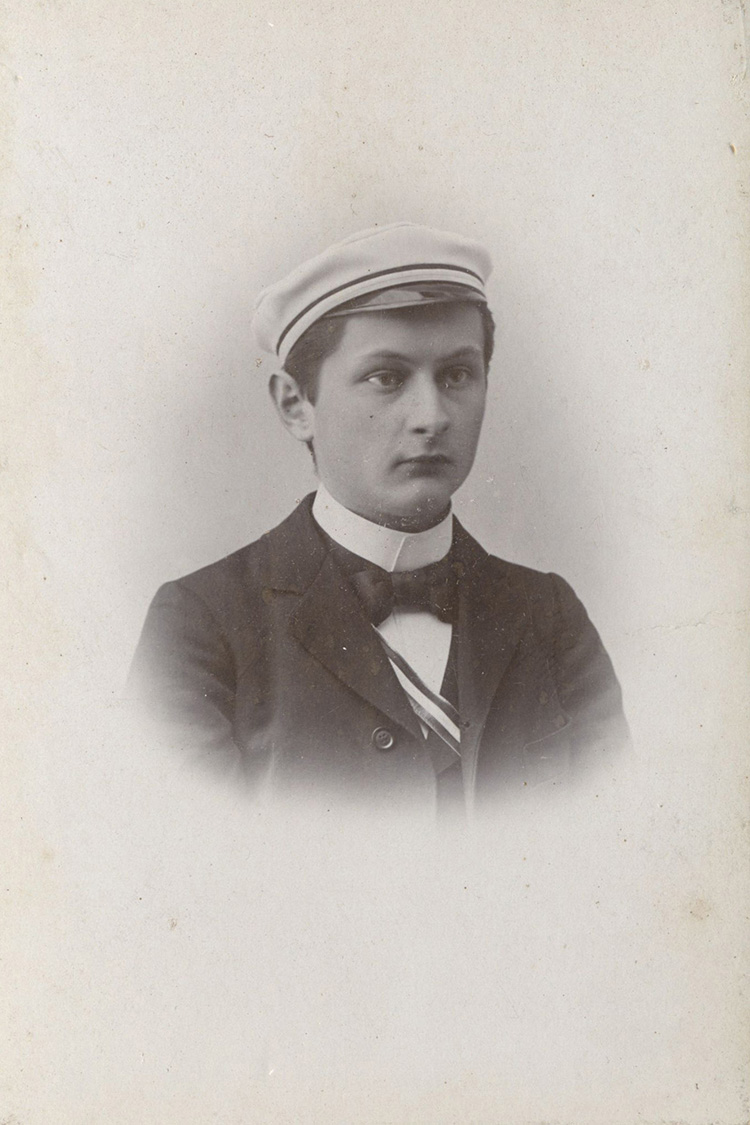
Erich Waetzmann als Marburger Student in Couleur des Wingolfs, 1901

Erich Waetzmann (* 2. Januar 1882 in Weißensee, Provinz Posen; † 7. Juli 1938 in Berlin) war ein deutscher Physiker.

## Leben
Erich Waetzmann war der Sohn eines Pfarrers. Nach dem Studium 1900–1904 der Theologie, dann der Physik in Berlin, Marburg, und Breslau wurde er bei Otto Lummer 1904 zum Dr. phil. an der Universität Breslau promoviert, habilitierte sich 1907 an der gleichen Universität. Nach einer langjährigen Privatdozentur wurde er 1920 zum Professor an der TH Breslau ernannt, war 1930–1932 deren Rektor und von 1926 bis 1938 Direktor des Physikalischen Instituts der gleichen Hochschule. 1935 wurde er zum korrespondierenden Mitglied der Göttinger Akademie der Wissenschaften gewählt.
Waetzmann bearbeitete mehrere Gebiete der Akustik. Nach Arbeiten zu Fragen der physiologischen Akustik und Kombinationstöne veröffentlichte er 1929 zusammen mit seinem Schüler Kurt Schuster eine wellentheoretische Herleitung der 1900 empirisch gefundenen Sabineschen Nachhallformel. Aus seinem Institut gingen u. a. Erwin Meyer und Kurt Schuster hervor.
Waetzmann starb unerwartet auf der Reise von Breslau nach Bad Wörishofen in Berlin.

## Schriften
- Die Resonanztheorie des Hörens. Braunschweig 1912.
- Müller-Pouillet: Lehrbuch der Physik. Band 1.3: Akustik. Braunschweig 1929.
- Wien/Harms: Handbuch der Experimentalphysik. Band 17, Teil 2 und 3: Technische Akustik. Leipzig 1934.
- Schule des Horchens. Leipzig, Berlin 1934.

Er war einer der Herausgeber der 11. und letzten Auflage (ab 1926 bei Vieweg) des Lehrbuchs der Physik von Müller-Pouillet (begründet von Johann Heinrich Jacob Müller, Claude Servais Mathias Pouillet).